# Gemengde rivier

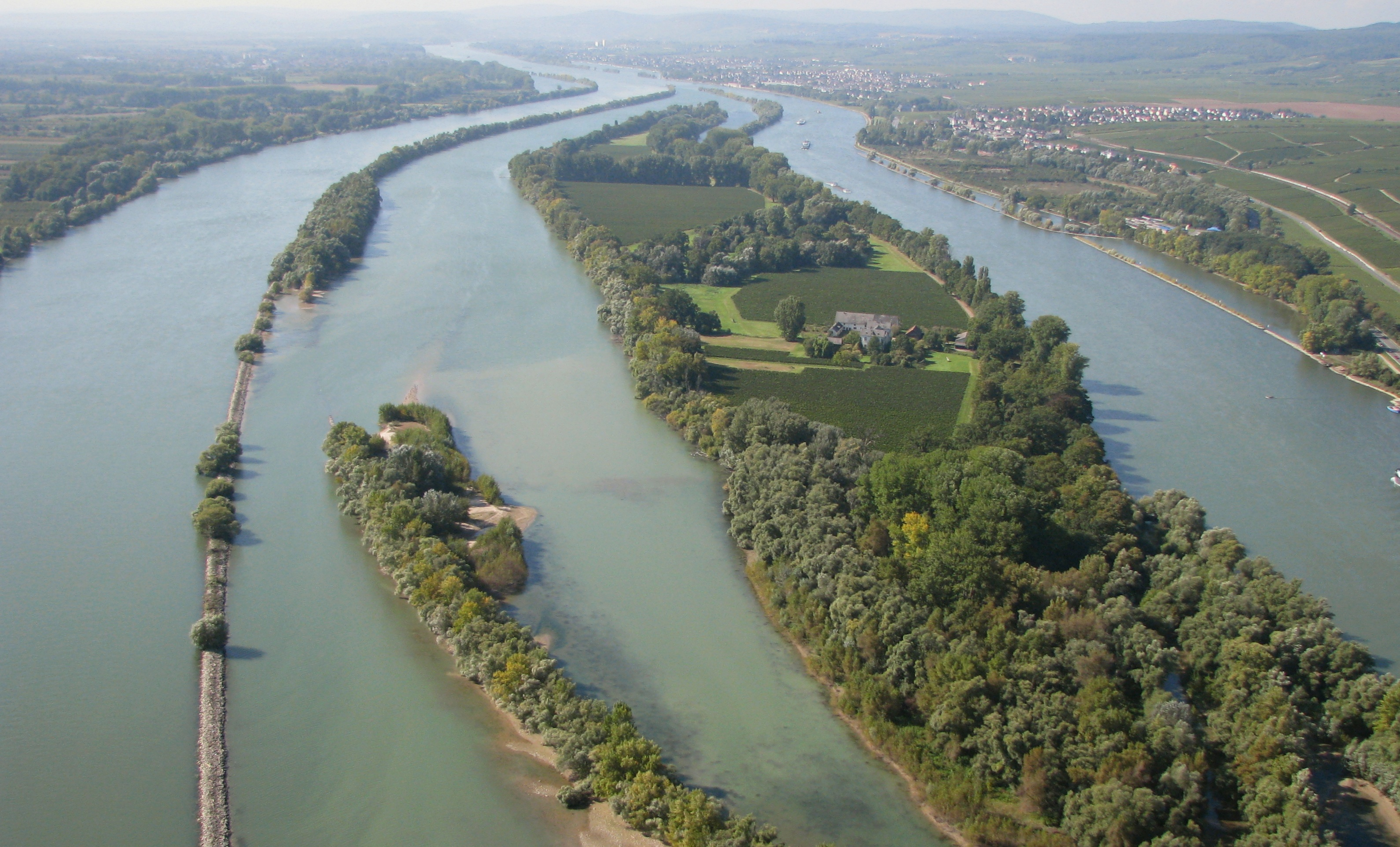
De Rijn van Eltville tot aan Bingen

Een gemengde rivier is een rivier waarvan de voeding bestaat uit smeltwater en regenwater. In de bovenloop wordt een gemengde rivier voornamelijk gevoed door smeltwater afkomstig van gletsjers en sneeuw en in de benedenloop voornamelijk door regenwater. Gemengde rivieren worden gekenmerkt door een regelmatig regiem in de benedenloop en een afwisselend regiem in de bovenloop, afhankelijk van het seizoen.
Een voorbeeld van een gemengde rivier is de Rijn. 